# Alcanivorax dieselolei
Alcanivorax dieselolei este o specie de bacterii degradatoare de alcani. Genomul său a fost secvențial. Este halofil, aerob, Gram-negativ, neformător de spori, catalază și oxidază pozitiv, mobil și în formă de baston. Tulpina⁠(d) sa de tip este B-5 T (=DSM 16502 T =CGMCC 1,3690 T).